# Darwin Rudy Andino Ramírez
Darwin Rudy Andino Ramírez CRS (ur. 6 sierpnia 1959 w Tegucigalpie) – honduraski duchowny katolicki, biskup pomocniczy Tegucigalpy (2006-2011) i biskup diecezjalny Santa Rosa de Copán w latach 2011–2024.

## Życiorys
Święcenia kapłańskie otrzymał 8 grudnia 1990 w zgromadzeniu Kleryków Regularnych z Somaski. Był m.in. rektorem zakonnego instytutu w Tegucigalpie, misjonarzem w Nikaragui, radnym środkowoamerykańskiej prowincji zgromadzenia oraz asystentem kard. Óscara Rodrígueza Maradiagi w ramach krajowej rady antykorupcyjnej.
1 kwietnia 2006 papież Benedykt XVI mianował go biskupem pomocniczym Tegucigalpy ze stolicą tytularną Horta. 24 czerwca 2006 z rąk kardynała Óscara Andréas Rodrígueza Maradiagi przyjął sakrę biskupią. 7 listopada 2011 mianowany biskupem diecezjalnym Santa Rosa de Copán. W latach 2022–2024 był wiceprzewodniczącym Konferencji Episkopatu Hondurasu.
16 grudnia 2024 papież Franciszek przyjął jego rezygnację z pełnionego urzędu.